# Добро пожаловать в Лосиную бухту
«Добро пожаловать в Лосиную бухту» или «Добро пожаловать в Музпорт» (англ. Welcome to Mooseport) — кинокомедия 2004 года.
«Лосиная бухта» был последним фильмом Джина Хэкмена, перед его уходом из кино, в 2008 году, и смертью от сердечного заболевания, в феврале 2025 года.

## Сюжет
Завершив свою политическую карьеру, бывший президент США Монро «Орел» Коул (Джин Хэкмен) поселяется в маленьком городке на Восточном побережье и начинает писать мемуары. Когда же один из городских жителей предлагает ему баллотироваться в мэры, он увлекается этой идеей и в итоге вступает в борьбу со своим конкурентом на этот пост — местным водопроводчиком Хэнди Харрисоном (Рэй Романо), который на поверку оказывается гораздо популярнее бывшего главы государства.

## История создания
Сценарий написал Том Шульман («А как же Боб?», «Святоша», «Дорогая, я уменьшил детей»), удостоенный «Оскара» за «Общество мёртвых поэтов». Ранее предполагалось, что картину будет снимать Род Лури («Претендентка», «Последний замок»), а роль президента была сначала предложена Дастину Хоффману («Плутовство»). В итоге постановщиком стал Дональд Петри («Мисс Конгениальность», «Мой любимый марсианин», «Как отделаться от парня за 10 дней»), а Хоффмана заменил Джин Хэкмен («Узкая грань», «Клетка для пташек», «В тылу врага», «Враг государства», «Непрощенный»). Роль соперника бывшего президента исполнил Рэй Романо (ТВ-сериал «Все любят Рэймонда»). Обладательница «Оскара» Маршия Гэй Харден («Поллок») сыграла помощницу героя Хэкмана. Ранее этот проект назывался "Сбей «Орла» (Beat the Eagle), а затем «Лосиная бухта» (Mooseport). Съёмки проводились с конца апреля до середины июля 2003 года в Канаде.

## В ролях
- Рэй Романо — Харольд «Хэнди» Харрисон
- Джин Хэкмен — Монро «Орёл» Коул
- Мора Тирни — доктор Салли Маннис
- Марша Гей Харден — Грейс Сатерленд
- Фред Сэвидж — Уилл Буллард
- Рип Торн — Берт Лэнгдон
- Джун Скуибб — Ирма
- Кристин Барански — Шарлотта Коул
- Уэйн Робсон — Моррис Гутман
- Рейган Пастернак — Мэнди Гутман
- Эдвард Германн — Эйвери Хайтауэр
- Хуан Родригес[англ.] — в роли себя самого
- Эдвард Херрманн — Эвери Хайтауэр, редактор предвыборных речей (в титрах не указан)